# 주개방
주개방(周開方, ? ~ 기원전 176년)은 전한 초기의 제후로, 개국공신 주창의 아들이다.

## 행적
혜제 3년(기원전 192), 주창의 뒤를 이어 분음후(汾陰侯)에 봉해졌다.
문제 전4년(기원전 176)에 죽으니, 시호를 애(哀)라 하였고 작위는 아들 주의가 이었다.

## 출전
- 사마천, 『사기』 권18 고조공신후자연표(高祖功臣侯者年表)

| 전임 아버지 분음도후 주창 | 전한의 분음후 기원전 191년 ~ 기원전 176년 | 후임 아들 주의 |